# Antonio Benivieni
Antonio di Paolo Benivieni, médico italiano. Nació en Florencia el 3 de noviembre de 1443 y falleció el 2 de noviembre de 1502 en Florencia. Estudió medicina en la Universidad de Pisa y Siena. En su obra (De abditis nonnullis ac marandis morborum et sanationum causis) sobre algunas de las causas desconocidas y sorprendentes de enfermedades y curaciones (1502) reproduce 111 observaciones clínicas y describe por primera vez ciertos procesos como los abscesos retrofaríngeo y mesentérico y la perforación intestinal. Fue considerado como el fundador de la Anatomía Patológica. Algunos de los métodos utilizados por Benivieni en las autopsias son similares a los utilizados actualmente.